# Rapsodia para alto (Brahms)
La rapsodia para contralto (Alt-Rhapsodie, en alemán), op. 53, es una obra para contralto, coro masculino y orquesta, compuesta por Johannes Brahms en 1869, un año después de componer el Réquiem alemán.

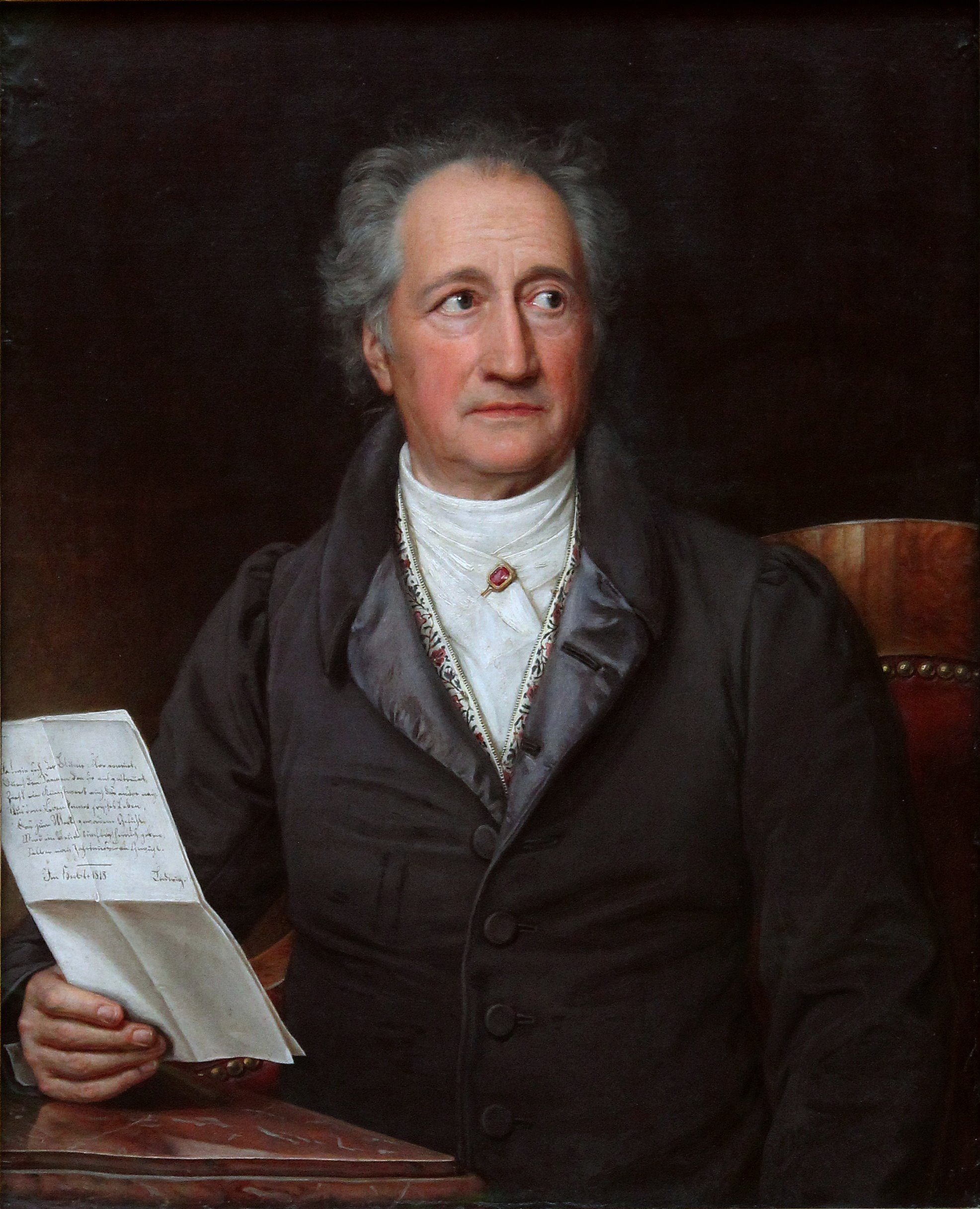
Johann Wolfgang von Goethe.

La rapsodia fue escrita como regalo de bodas para la hija de Clara Schumann, Julie. Algunos de los académicos de Brahms han especulado sobre la posibilidad de que hubiera sentimientos románticos del compositor hacia Julie, lo cual pudo ser sublimado en el texto y la música de la rapsodia. El texto, con su retrato metafísico del alma de un misántropo que debe buscar sostén espiritual para eliminar las ataduras de su sufrimiento, tiene poderosos paralelos con la vida y carácter de Brahms.
El texto se basa en tres de los trece estrofas del Viaje por el Harz en invierno (Harzreise im Winter) de Goethe. Brahms ajusta el sentido de cada estrofa a una tonalidad, tempo y ritmo particular. Se suele decir que la pieza es lo más cerca que Brahms estuvo a la ópera (junto al réquiem y la cantata Rinaldo). Steinberg traza un paralelo con una escena de ópera. Las partes son las siguientes: 
- Adagio. Escrita para solista y orquesta en la tonalidad de do menor y ritmo de 3/2. Se inicia con una introducción orquestal y luego el canto de la estrofa Aber abseits wer ist's?. Desde una perspectiva operística esta parte coincidiría con una introducción orquestal y el recitativo.
- Poco andante. Se mantiene en la tonalidad y la orquestación anterior, pero cambia al ritmo de 6/4. Introduce la estrofa Ach, wer heilet die Schmerzen y desde la perspectiva operística correspondería con el aria en forma tripartita (ABA).
- Adagio. Cambia a la brillante tonalidad de do mayor, vuelve al ritmo de 4/4 e introduce el coro masculino. Introduce la estrofa Ist auf deinem Psalter y correspondería con el finale de la escena operística.

Las dos primeras estrofas describen el dolor del vagabundo misántropo. La tercera, el rezo a un espíritu celestial para aliviar ese dolor. La pieza, y en particular la tercera parte, guarda relaciones con el Réquiem alemán. 
La obra dura aproximadamente entre doce y quince minutos.
Entre sus más célebres intérpretes pueden mencionarse a Marian Anderson, Kathleen Ferrier, Christa Ludwig, Janet Baker, Marilyn Horne y Anne Sofie von Otter.